# Mittelschwäbische Nachrichten
Die Mittelschwäbischen Nachrichten (kurz MN) ist die Lokalzeitung mit dem Verbreitungsgebiet des südlichen Teils des Landkreises Günzburg, des ehemaligen Landkreises Krumbach. Der Sitz der Zeitung liegt in der Stadt Krumbach. Das Blatt ist eine der kleineren Lokalausgaben (Kopfblatt) der  Augsburger Allgemeinen Zeitung (AZ). Die Zeitung erscheint im Rheinischen Format.

## Geschichte
Die Mittelschwäbischen Nachrichten werden seit dem Jahr 1841 in Krumbach herausgegeben. Bis 1867 hieß die Zeitung Wochenblatt für Krumbach und Umgegend, danach bis nach dem Zweiten Weltkrieg Krumbacher Bote. Herausgeber der Zeitung war bis 1869 Franz Josef Kober, danach die Familie Ziegler, die bis heute noch Heimatverleger des Blattes ist. Ab Oktober 1913 erschien die Zeitung erstmals täglich.
Am 30. Oktober 1945 erhielten Curt Alexander Frenzel und Johann Wilhelm Naumann von der amerikanischen Militärregierung die Lizenz für die Herausgabe einer Zeitung für den schwäbischen Raum, der Schwäbischen Landeszeitung, die seit November 1959 Augsburger Allgemeine heißt. Durch Kooperationen mit den Verlegern der vielen kleinen Zeitungen im nördlichen Teil Bayerisch Schwabens und dem westlichen Oberbayern dehnte die Schwäbische Landeszeitung ihr Verbreitungsgebiet auf die heutige Größe aus. Durch eine solche Kooperation mit den Verlegern des Krumbacher Boten entstand für das Gebiet des ehemaligen Landkreises Krumbach die lokale Zeitung, die seit dem 1. Oktober 1948 unter dem Namen Mittelschwäbische Nachrichten erscheint. Der alte Name Krumbacher Bote blieb als Untertitel erhalten. Seit dieser Zeit beziehen die Mittelschwäbischen Nachrichten den überregionalen Teil (Mantelteil) von der Augsburger Allgemeinen und werden wie diese in Augsburg gedruckt. Es handelt sich somit um ein Kopfblatt. Von 1948 bis 1951 erschien die Lokalausgabe nur viermal pro Woche, seit 1951 wieder täglich außer an Sonn- und Feiertagen.

## Auflage
Die Mittelschwäbischen Nachrichten haben wie die meisten deutschen Tageszeitungen in den vergangenen Jahren an Auflage eingebüßt. Die verkaufte Auflage ist in den vergangenen 10 Jahren um durchschnittlich 2 % pro Jahr gesunken. Im vergangenen Jahr hat sie um 3,3 % abgenommen. Die verkaufte Auflage beträgt 6270 Exemplare, ein Minus von 24,3 Prozent seit 1998. Der Anteil der Abonnements an der verkauften Auflage liegt bei 86,4 Prozent.
| 1998 | 1999 | 2000 | 2001 | 2002 | 2003 | 2004 | 2005 | 2006 | 2007 | 2008 | 2009 | 2010 | 2011 | 2012 | 2013 | 2014 | 2015 | 2016 | 2017 | 2018 | 2019 | 2020 | 2021 | 2022 | 2023 | 2024 |
| ---- | ---- | ---- | ---- | ---- | ---- | ---- | ---- | ---- | ---- | ---- | ---- | ---- | ---- | ---- | ---- | ---- | ---- | ---- | ---- | ---- | ---- | ---- | ---- | ---- | ---- | ---- |
| 8281 | 8306 | 8355 | 8362 | 8278 | 8226 | 8185 | 8142 | 8056 | 7973 | 7968 | 7891 | 7767 | 7725 | 7704 | 7659 | 7699 | 7655 | 7510 | 7361 | 7294 | 7161 | 6979 | 6872 | 6703 | 6481 | 6270 |